# صنخة
صَنْخَة (الاسم العلمي: Tranzschelia)، جنس فطور مجهرية من فصيلة اليوروبيكسيات. أنواعه سبعة وهي من مسببات أمراض النبات.